# Jarnages
Jarnages é uma comuna francesa na região administrativa da Nova Aquitânia, no departamento de Creuse. Estende-se por uma área de 9,17 km². Em 2010 a comuna tinha 455 habitantes (densidade: 49,6 hab./km²).